# Germán Lesman
Germán Alejandro Lesman (8 de septiembre de 1990, Esperanza, Santa Fe, Argentina) es un futbolista que juega de delantero en Central Norte de Salta, de la Primera Nacional.

## Trayectoria
Comenzó su carrera en las divisiones inferiores de San Lorenzo de Esperanza, y debutó en el primer equipo de la mano del entrenador Diego Milacher, antes de cumplir los 17 años de edad. De allí pasó a Colón, donde jugó su primer partido en la Primera División de Argentina, en el empate 1 a 1 frente a Quilmes, el 7 de agosto de 2010. No pudo aprovechar sus chances y fue transferido en 2012 a Rangers de Talca. Volvió a Colón, que lo cedió a préstamo a Tiro Federal (R), para disputar el Torneo Argentino A. En el año 2013 fue contratado por Sportivo Rivadavia (VT), que participaba en el Argentino B. En la temporada 2014-15 pasó por Independiente (Ch), en la 2015 por Defensores de Belgrano (VR) y en el 2016 por All Boys donde fue el máximo goleador de la Primera B Nacional.
Luego de una excelente temporada en All Boys su pase fue pretendido por varios equipos. Finalmente, y a pesar de haberse generado un conflicto con el club, que finalmente se destrabó, se concretó su firma para Huracán, el 8 de septiembre de 2016.
En el invierno de 2017, luego de haber jugado muy poco, fue cedido a préstamo a Instituto.

## Estadísticas
Actualizado al 19 de enero de 2021.
| Colón Argentina                                                              |                     |                     |     |    |   |   |   |    |     |    |      |
| 1.ª                                                                          | 2010-11             | 12                  | 0   | -  | - | - | - | 12 | 0   | 0  |      |
| 1.ª                                                                          | 2011-12             | 5                   | 0   | 1  | 0 | - | - | 6  | 0   | 0  |      |
| Total                                                                        | Total               | 17                  | 0   | 1  | 0 | - | - | 18 | 0   | 0  |      |
| Rangers · Chile                                                              | 1.ª                 | 2012                | 4   | 0  | - | - | - | -  | 4   | 0  | 0    |
| Rangers · Chile                                                              | Total               | Total               | 4   | 0  | - | - | - | -  | 4   | 0  | 0    |
| Rangers B · Chile                                                            | 2.ª                 | 2012                | 6   | 2  | - | - | - | -  | 6   | 2  | 0,33 |
| Rangers B · Chile                                                            | Total               | Total               | 6   | 2  | - | - | - | -  | 6   | 2  | 0,33 |
| Tiro Federal (R) Argentina                                                   | 3.ª                 | 2012-13             | 14  | 0  | 1 | 1 | - | -  | 15  | 1  | 0,06 |
| Tiro Federal (R) Argentina                                                   | Total               | Total               | 14  | 0  | 1 | 1 | - | -  | 15  | 1  | 0,06 |
| Sportivo Rivadavia (VT) Argentina                                            | 4.ª                 | 2013-14             | 24  | 6  | 1 | 0 | - | -  | 25  | 6  | 0,24 |
| Sportivo Rivadavia (VT) Argentina                                            | Total               | Total               | 24  | 6  | 1 | 0 | - | -  | 25  | 6  | 0,24 |
| Independiente (Ch) Argentina                                                 | 3.ª                 | 2014                | 13  | 3  | 1 | 0 | - | -  | 14  | 3  | 0,21 |
| Independiente (Ch) Argentina                                                 | Total               | Total               | 13  | 3  | 1 | 0 | - | -  | 14  | 3  | 0,21 |
| Def. de Belgrano (VR) Argentina                                              | 3.ª                 | 2015                | 31  | 17 | 1 | 0 | - | -  | 32  | 17 | 0,53 |
| Def. de Belgrano (VR) Argentina                                              | Total               | Total               | 31  | 17 | 1 | 0 | - | -  | 32  | 17 | 0,53 |
| All Boys Argentina                                                           | 2.ª                 | 2016                | 21  | 17 | - | - | - | -  | 21  | 17 | 0,81 |
| All Boys Argentina                                                           | Total               | Total               | 21  | 17 | - | - | - | -  | 21  | 17 | 0,81 |
| Huracán Argentina                                                            | 1.ª                 | 2016-17             | 3   | 0  | - | - | - | -  | 3   | 0  | 0    |
| Huracán Argentina                                                            | Total               | Total               | 3   | 0  | - | - | - | -  | 3   | 0  | 0    |
| Instituto Argentina                                                          | 2.ª                 | 2017-18             | 4   | 0  | - | - | - | -  | 4   | 0  | 0    |
| Instituto Argentina                                                          | Total               | Total               | 4   | 0  | - | - | - | -  | 4   | 0  | 0    |
| Brown de Adrogué Argentina                                                   | 2.ª                 | 2017-18             | 8   | 2  | - | - | - | -  | 8   | 2  | 0,25 |
| Brown de Adrogué Argentina                                                   | Total               | Total               | 8   | 2  | - | - | - | -  | 8   | 2  | 0,25 |
| Villa Dálmine Argentina                                                      | 2.ª                 | 2018-19             | 21  | 4  | - | - | - | -  | 21  | 4  | 0,19 |
| Villa Dálmine Argentina                                                      | Total               | Total               | 21  | 4  | - | - | - | -  | 21  | 4  | 0,19 |
| Atlético de Rafaela Argentina                                                | 2.ª                 | 2021-22             | 5   | 0  | - | - | - | -  | 5   | 0  | 0,00 |
| Atlético de Rafaela Argentina                                                | Total               | Total               | 5   | 0  | - | - | - | -  | 5   | 0  | 0,00 |
| Total en su carrera                                                          | Total en su carrera | Total en su carrera | 171 | 51 | 5 | 1 | - | -  | 176 | 52 | 0,29 |
| (1)Incluye Copa Argentina. (2)Incluye Copa Libertadores y Copa Sudamericana. |                     |                     |     |    |   |   |   |    |     |    |      |

Fuente: Fichajes.com
A marzo de 2025 se encuentra jugando para Central Norte (S) (2a. Div.)

## Distinciones individuales
| Distinción                                          | Año  |
| --------------------------------------------------- | ---- |
| Máximo goleador de la Primera B Nacional (17 goles) | 2016 |